# Murçós
Murçós is een plaats (freguesia) in de Portugese gemeente Macedo de Cavaleiros en telt 206 inwoners (2001).